# Lingue maleo-polinesiache
Le lingue maleo-polinesiache, a volte definite anche maleo-polinesiane o malesi-polinesiane, sono una famiglia linguistica, che rappresenta il più importante sottogruppo delle lingue austronesiane, con approssimativamente 385 milioni di parlanti. Questa famiglia linguistica è diffusa nelle isole del Sud-est asiatico, dell'Oceano Pacifico e in Asia continentale.
Le lingue del gruppo maleo-polinesiaco presentano numerose innovazioni fonologiche e lessicali, rispetto alle lingue occidentali formosane, incluso il livellamento della lingua proto-austronesiana *t, *C to /t/ e *n, *N to /n/. Uno studio del 2008 del Austronesian Basic Vocabulary Database osserva una stretta connessione tra questa lingua e quella dei Paiwan. Il termine "lingue maleo-polinesiache" è coniato nel 1841 da Franz Bopp sulla suggestione di Wilhelm von Humboldt per designare l'insieme delle lingue di questa famiglia.

## Classificazione
Con 1 237 lingue appartenenti a questo gruppo, il maleo-polinesiaco è certamente il ramo più importante delle lingue austronesiane (che è formato da 1257 lingue tot.). 
A sua volta viene ripartito in diversi sottogruppi di dimensioni molto differenti (tra parentesi tonde, per i gruppi, il num. di lingue che lo compongono), [tra parentesi quadre, per le lingue, il codice internazionale di classificazione:
- Lingue celebiche (64)
- Lingue maleo-polinesiache centro-orientali (718)
- Lingua chamorro [cha]
- Lingua enggano [eno]
- Lingue gran barito (33)
- Lingue di Giava (5)
- Lingue lampung (3)
- Lingue dayak di terra (13)
- Lingue maleo-sumbawan (71)
- Lingue moklen (2)
- Lingue del Borneo settentrionale (99)
- Lingue di Sumatra nord-occidentali (12)
- Lingua palauana [pau]
- Lingue filippine (179)
- Lingua rejang [rej]
- Lingue di Sulawesi meridionale[7] (31)
- Non classificabili (3)
  - Lingua gorap [goq]
  - Lingua katabaga [ktq]
  - Lingua nasal [nsy]

## Tabella comparativa delle differenti lingue maleo-polinesiache
| Italiano       | Malgascio (Madagascar) | Ma'anyan (Indonesia) | Malese (Indonesia, Malaysia) | Lingua giavanese (Indonesia) | Cebuano (Filippine) | Tagalog (Filippine) | Futuniano (Polinesia) | Proto-lingua comune |
| -------------- | ---------------------- | -------------------- | ---------------------------- | ---------------------------- | ------------------- | ------------------- | --------------------- | ------------------- |
| Uno            | isa, iray              | isa, erai            | satu                         | -sa, tunggal                 | usa                 | isa                 | tasi                  | *esa, *isa          |
| Due            | roa                    | rueh                 | dua                          | rwa, ro                      | duha                | dalawa              | rua                   | *duha               |
| Tre            | telo                   | telu                 | tiga                         | telu                         | tulo                | tatlo               | tolu, toru            | *telu               |
| Io, me         | (iz)aho, -ko           | aku, -ku             | aku, -ku                     | ako, -ko                     | ako, -ko-           | akô, akin           | au, avau, -ku         | *i-aku              |
| Tu, te         | ianao, -nao            | hanyu, -nyu          | engkau, -kau                 | ko, ngko, kowe               | ikaw, -kaw          | ikaw, iyo           | akoe, kee             | *i-kahu             |
| Egli, lui      | izy, -ny               | hanye, -nye          | ia, dia, -nya                | sira                         | siya                | siya, niya          | o-ia, ia              | *si-ia              |
| Cielo          | lanitra                | langit               | langit                       | langit                       | langit              | idem                | rangi                 | *langit             |
| Luna, mese     | volana                 | wulan                | bulan                        | wulan                        | bulan               | buwan               | mirama                | *bulan              |
| Sole           | masoandro              | mateandrau           | matahari                     | ari                          | adlaw               | arâw                | la                    | *ha(n)daw           |
| Giorno         | andro                  | andrau               | hari                         | dina                         | adlaw               | araw                | ao, aso               | *qalejaw            |
| Notte          | alina                  | (ka)malem            | malam                        | wengi                        | gab'i               | gabi                | bo, poo'uli           | *bengi              |
| Anno           | taona                  | taun                 | tahun                        | tahun                        | tu'ig               | taôn                | tau                   | *taqun              |
| Terreno        | tany                   | tane                 | tanah                        | tanah                        | yuta                | lupa                | kere, kele            | *tanaq, *taneq      |
| Acqua, (lago)  | rano, (farihy)         | ranu, (danaw)        | air, (danau)                 | wway, (ranu)                 | tubig, (lanaw)      | tubig, (ilog)       | wvai, (namo)          | *danum, (*wai)      |
| Pioggia        | orana                  | uran                 | hujan                        | udan                         | ulan                | ùlan                | ua                    | *quzan              |
| Pietra         | vato                   | watu                 | batu                         | watu                         | bato                | batô                | fatu                  | *batu               |
| Fuoco          | afo                    | apuy                 | api                          | apuy                         | kalayo              | apôy                | afi                   | *hapuy              |
| Bosco, foresta | hazo, -kazo, ala       | kakaw, jumpun        | kayu, hutan                  | alas                         | lasang              | kahôy, gubat        | la'au, 'ara           | *kayuh, *alas       |
| Foglia         | ravina                 | rawen                | daun                         | ron                          | dahon               | dahon               | rau, lau              | *dahun              |
| Frutta         | voa                    | wua                  | buah                         | wwah                         | bunga               | bûnga               | fua                   | *buaq               |
| Corda          | tady                   | tadi                 | tali                         | tali                         | pisi                | lubid               | taula, vava           | *talih              |
| Uccello        | vorona                 | wurung               | burung                       | manuk                        | langgam             | ibon                | manu                  | *manuk              |
| Nome           | anarana                | ngaran               | (nama) ngaran                | jeneng                       | ngalan              | pangalan            | ingoa                 | *ngayan             |
| Persona        | olona                  | ulun                 | orang, (ulun)                | uwong                        | tawo                | taò                 | tangata               | *tau                |
| Uomo           | (lehi)lahy             | upu                  | laki-laki                    | lanang                       | lalaki              | lalake              | tane                  | *laki               |
| Donna          | (vehi)vavy             | wawey                | bini (épouse)                | wadon, wedok                 | babaye              | babae               | fafine                | *bahi               |
| Bambino        | (z)anaka, zaza         | ia                   | anak                         | anak                         | bata                | batà                | tama                  | *anak               |
| Testa          | loha                   | ulu'                 | hulu                         | hulu                         | ulo                 | ulô                 | uru, ulu              | *qulu               |
| Capelli        | volo                   | wulu                 | bulu                         | bulu                         | buhôk               | balahibo, buhok     | fulu, furu            | *buhek              |
| Pelle          | hoditra                | kudit                | kulit                        | kulit                        | panit               | balât               | kili, kiri            | *kulit              |
| Casa           | trano, (levo), vala    | lewu                 | balai (pavillon)             | bale                         | balay               | bahay               | fale                  | *humaq,*balay       |
| Coperture      | tafo                   | hapau                | atap                         | atep                         | atup                | bùbông              | ato, inaki            | *qatep              |
| Percorso       | lalana                 | lalan                | jalan                        | dalan                        | dalan               | daân                | ala, retu             | *zalan              |
| Mangiare       | (mi)hinana, homana     | kuman                | makan                        | mangan                       | mokaon              | kàin                | kai, omaki            | *kaen               |
| Bere           | misotro, (minona)      | ngo'ot               | minum                        | ngombe                       | moinum              | inòm                | inu                   | *inum               |
| Cucinare       | (ma)handro             | nandruk              | (me)masak                    | masak                        | (mag)luto           | lutò                | hkavi                 | *tanek,*zakan       |
| Grigliare      | (mi)tono               | nutung               | (mem)bakar                   | tunu                         | sunugon             | ihaw                | tungia, tutu          | *tunu               |
| Dormire        | (ma)tory, mandry       | mandre               | tidur                        | turu                         | katurog             | tulog               | moe, moerua           | *tidu(r)            |
| Vivere         | velona                 | belum                | hidup                        | urip                         | mabuhi              | mabuhay, buhay      | mouri                 | *ma-hudip           |
| Morire, morte  | maty                   | matey                | mati                         | mati                         | mamatay             | mamatay, patay      | mate                  | *matay              |
| Uccidere       | mamono                 | manuh                | (mem)bunuh                   | mateni                       | mopatay             | pumatay             | jiaka mate            | *bunuq              |
| Caldo          | (ma)fana               | malaing              | panas                        | mapanas                      | init, alimuot       | init, banas         | mafana                | *ma-panas           |
| Bianco         | fotsy                  | mahilak              | putih                        | putih                        | buti                | pùti                | hkengo, tea           | *ma-putiq           |
| Nero           | mainty                 | maintem              | hitam                        | ireng                        | itum                | itim                | uli, uri              | *ma-qitem           |
| Nuovo          | vao                    | wa'u                 | baru                         | anyar                        | bag'ô               | bago                | fou                   | *ma-baqu            |
| Questo, questa | ity, iny, iry          | iti, iru             | ini, itu                     | iki, iku                     | kini, kana          | ito, èto            | tenei, tena           | *i-ni, *i-na        |

## Lista e classificazione

### Ethnologue 2009
Nella edizione 16° di Ethnologue (2009) le lingue classificate come maleo-polinesiache sono 1.237 (su un totale di 1.257 lingue austronesiane), suddivise nei seguenti macrogruppi:
| Gruppo                      | Numero di lingue | Regione                                           |
| --------------------------- | ---------------- | ------------------------------------------------- |
| Celebiche                   | 64               | Sulawesi                                          |
| Centro orientali            | 718              | Molucche, Nusa Tenggara, Nuova Guinea Occidentale |
| Chamorro                    | 1                | Guam                                              |
| Enggano                     | 1                | Sumatra                                           |
| Gran barito                 | 33               | Borneo, Madagascar, Filippine                     |
| Giavanese                   | 5                | Giava, Nuova Caledonia, Suriname                  |
| Lampung                     | 3                | Sud di Sumatra                                    |
| Dayak di terra              | 13               | Borneo                                            |
| Maleo-sumbawan              | 71               | Giava, Bali                                       |
| Moklen                      | 2                | Thailandia, Birmania                              |
| Borneo del Nord             | 99               | Borneo, Birmania                                  |
| Sumatra del nord-ovest      | 12               | Sumatra                                           |
| Palauana                    | 1                | Palau                                             |
| Filippine                   | 179              | Filippine                                         |
| Rejang                      | 1                | Bengkulu (Sumatra)                                |
| Sulawesi meridionale        | 31               | Sulawesi                                          |
| Gorap (non classificato)    | 1                | Molucche                                          |
| Katabaga (non classificato) | 1                | Filippine                                         |
| Nasal (non classificato)    | 1                | Nusa Tenggara (Indonesia)                         |

### Ethnologue 2005
Nella edizione 15° di Ethnologue (2005) si individuavano 1248 lingue maleo-polinesiache (su un totale di 1257 lingue austronesiane), così suddivise:
| Gruppo                      | Numero di lingue | Regione                                |
| --------------------------- | ---------------- | -------------------------------------- |
| Balinese-Sasak              | 3                | Bali e Lombok                          |
| Gran barito                 | 33               | Borneo, Madagascar, Filippine (*)      |
| Centro-orientali            | 708              | Indonesia orientale, Oceania           |
| Chamorro                    | 1                | Guam                                   |
| Gayo                        | 1                | Nord di Sumatra                        |
| Giavanese                   | 5                | Giava, Nuova Caledonia, Suriname       |
| Kayan-Murik                 | 17               | Borneo                                 |
| Lampung                     | 9                | Sud di Sumatra                         |
| Dayak di terra              | 16               | Borneo                                 |
| Madurese                    | 2                | Bawean, Kangean, Madura                |
| Malayic                     | 71               | Brunei, Indonesia, Malaysia, Singapore |
| Filippine                   | 61               | Filippine                              |
| Filippine settentrionali    | 72               | Filippine                              |
| Nord-ovest                  | 84               | Borneo                                 |
| Paluana                     | 1                | Palau                                  |
| Punan-Nibong                | 2                | Borneo                                 |
| Sud Mindanao                | 5                | Mindanao                               |
| Filippine meridionali       | 23               | Filippine                              |
| Sulawesienese               | 114              | Sulawesi                               |
| Sumatriano                  | 12               | Enggano, Isole Mentawai, Nias, Sumatra |
| Sondanese                   | 2                | Giava                                  |
| Gorap (non classificato)    | 1                | Molucche                               |
| Hukumina (non classificato) | 1                | Molucche                               |
| Katabaga (non classificato) | 1                | Filippine                              |
| Bengkulu (non classificato) | 1                | Sud di Sumatra                         |